# 善余堂
善余堂是一座清代建筑，位于中国江西省上饶市婺源县江湾镇江湾村。“善余”二字取自《周易》“积善之家，必有余庆”。门口的匾额为“善庆延庥”。2006年12月18日列为第五批江西省文物保护单位。现辟为江永纪念馆。

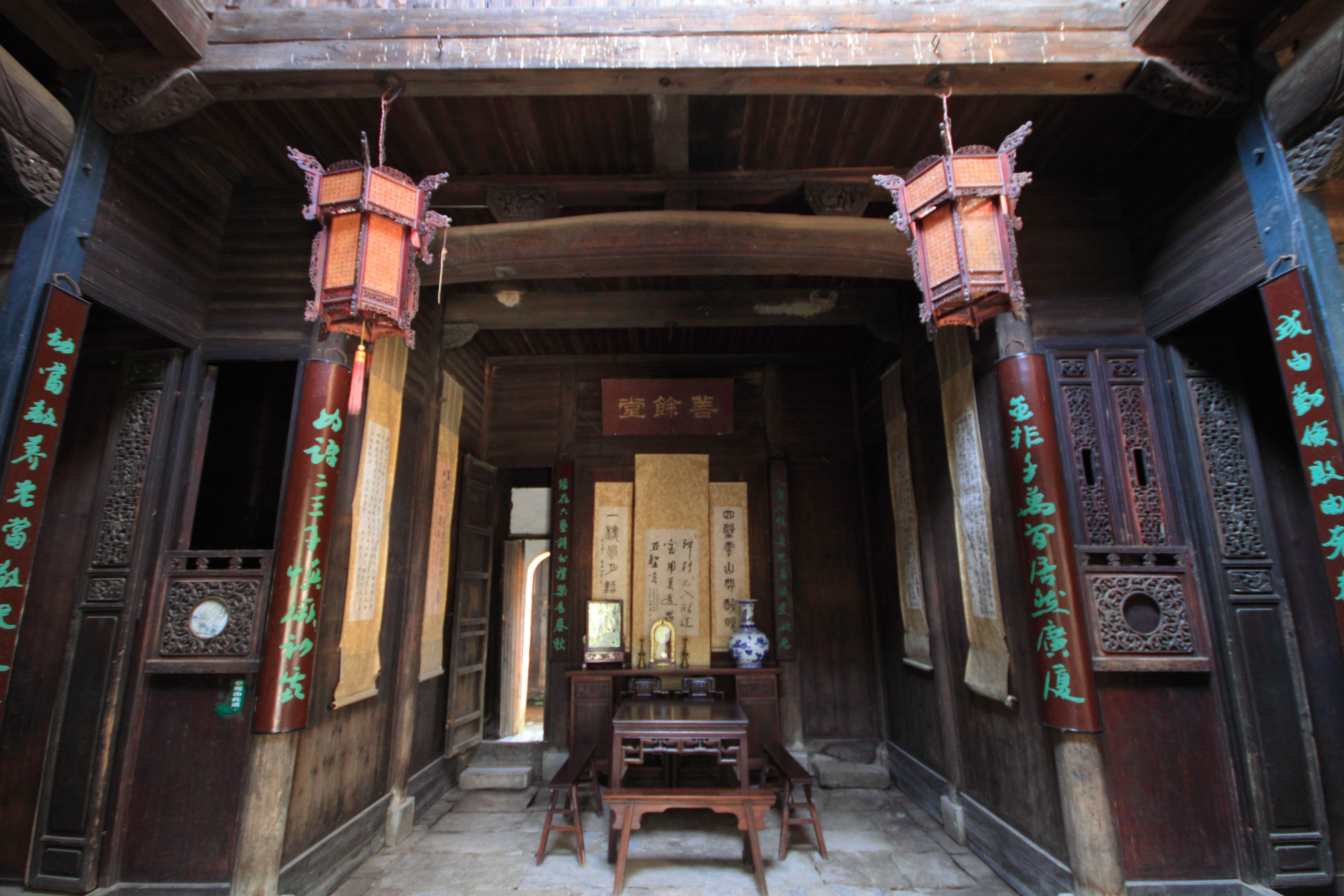
善余堂（江永纪念馆）